# Andrena crispa
Andrena crispa är en biart som beskrevs av Warncke 1975. Andrena crispa ingår i släktet sandbin, och familjen grävbin. Inga underarter finns listade i Catalogue of Life.